# Cristina da Suécia (1943)
Cristina Luísa Helena (Solna, 3 de agosto de 1943) é uma princesa sueca, a quarta filha do príncipe Gustavo Adolfo, Duque da Bótnia Ocidental, e sua esposa a princesa Sibila de Saxe-Coburgo-Gota. Ela é neta do rei Gustavo VI Adolfo e uma das irmãs mais velhas do rei Carlos XVI Gustavo. Ela geralmente usa o nome de Christina Magnuson.

## Biografia
Cristina nasceu no Palácio de Haga em Solna na Suécia Ela é a quarta filha do príncipe Gustavo Adolfo, Duque da Bótnia Ocidental e da princesa Sibila de Saxe-Coburgo-Gota, e neta do rei Gustavo VI Adolfo da Suécia.
Ela tem três irmãs maiores: a princesa Margarida da Suécia, Srª Ambler, a princesa Brígida da Suécia, Princesa Hohenzollern e a princesa Desidéria da Suécia, Baronesa Silfverschiöld. Ela é irmã do último da família: o atual rei Carlos XVI Gustavo da Suécia.

## Casamento e filhos
Ela conheceu o seu futuro marido em um almoço bna cidade de Estocolmo em 1961; ele é o plebeu Tord Gösta Magnuson, filho de Lennart Magnuson e de sua esposa Gerda Klemming.
O noivado da princesa Cristina com Tord Magnuson, foi anunciado em 1974. Os dois se casaram em 15 de Junho de 1974, na Capela Real do Palácio Real de Estocolmo. Princesa Cristina usava a tiara Connaught, uma das jóias da família real sueca e um vestido de casamento da escola de costura de Estocolmo, a Märtaskolan.
Em razão de seu casamento morganático, ela perdeu o seu tratamento de "Sua Alteza Real" e recebeu o título de cortesia de "Princesa Cristina, a Sra Magnuson", e tem o tratamento de "Sua Excelência" como uma Dama da Ordem Dinamarquesa do Elefante 1ª Classe (em 16 de janeiro de 1973). Sob a constituição sueca no ano do casamento, ela, e também os seus descendentes perderam os direitos de estar na linha de sucessão ao trono sueco.
O casal tem três filhos:
- Carl Gustaf Victor Magnuson (nascido em 1975), economista; casado desde 2013 com Vicky Elisabeth Andrén. Eles têm uma filha. Gustaf Magnuson é um padrinho de seu primo, Príncipe Nicolau, Duque de Angermânia.
- Tord Oscar Frederik Magnuson (nascido em 1977), um designer de óculos; casado 2011 Emma Emelie Charlotta Ledent. Eles têm dois filhos.
- Victor Edmund Lennart Magnuson (nascido em 1980), um designer de jóias, em um relacionamento com Frida Louise Bergström. Eles têm dois filhos.
  - Edmund Magnuson (nascido em 2012)
  - Sigvard Magnuson (nascido em 2015)

Atualmente, o Tord Gösta Magnuson é o cônsul-geral para as Ilhas Maurício.

## Deveres reais
Cristina vive na cidade de Estocolmo, juntamente com o seu marido, que a acompanha em compromissos da Família real sueca. Entre a morte de sua mãe em 1972, e o casamento de seu irmão em 1976, ela era a única princesa de sangue da Casa de Bernadotte na Suécia e agiu como primeira-dama do país. Embora não seja mais uma princesa oficial da Casa de Bernadotte (devido ao seu casamento), ela continua a ser uma membro ativa da família do seu irmão, o rei Carlos XVI Gustavo da Suécia. Ela ocasionalmente, realiza compromissos de carácter oficial, participando de eventos como as cerimônias do Prêmio Nobel.

## Títulos e honras

Brasão de armas de Cristina como uma Princesa da Suécia

### Títulos e estilos
- 03 de agosto de 1943 - 15 de junho 1974: "Sua Alteza Real, Princesa Cristina da Suécia"
- 15 de junho de 1974 - presente: "Sua Excelência, Princesa Cristina, Sra. Magnuson"

### Honras
Suecas:
- : Membro da Grande Cruz da Real Ordem do Serafim
- : Membro da Ordem da Família Real do rei Gustavo VI Adolfo, 1ª Classe
- : Membro da Ordem da Família Real do rei Carlos XVI Gustavo, 1ª Classe
- : Membro da Grande Cruz da Grande Ordem Social do Amaranto
- : Membro da Grande Cruz da Ordem Social da Inocência
- : Destinatária da Medalha do Príncipe Carlos
- : Destinatária da Medalha do 90º aniversário do rei Gustavo V
- : Destinatária da Medalha Comemorativa do rei Gustavo V
- : Destinatária da Medalha Emblemática do Aniversário de 85º do rei Gustavo VI Adolfo
- : Destinatária do Medalha Emblemática do Aniversário de 50º do rei Carlos XVI Gustavo
- : Destinatária da Medalha do Casamento de Vitória, Princesa Herdeira da Suécia e Daniel Westling
- : Destinatária da Medalha Emblemática do Jubileu de Rubi do rei Carlos XVI Gustavo

Estrangeiras:
- : Dama da Grande Cruz da Ordem do Elefante
- : Comandante da Ordem Nacional da Legião de Honra
- : Grã-Cruz da Ordem do Mérito da República Federal da Alemanha, 1ª Classe
- : Grã-Cruz da Ordem do Falcão
- : Grã-Cruz da Ordem do Mérito da República Italiana
- : Grande Dama Paulownia do Cordão da Ordem da Coroa Preciosa
- : Cavaleiro da Grande Cruz da Ordem de Santo Olavo
- : Grã-Cruz da Ordem de Cristo

### Prêmios
- Movimento Internacional da Cruz Vermelha e do Crescente Vermelho: Destinatária da Medalha Henry Dunant
- Exército de Salvação Cruz da Ordem de Serviço Distinto auxiliar para serviço excepcional prestado ao Exército por não-salvacionistas

## Ligações externa
- Site oficial da Família Real Sueca